# لاري هايمان
لاري هايمان (بالإنجليزية: Larry Hyman)‏ هو لغوي أمريكي، ولد في 26 سبتمبر 1947 في لوس أنجلوس في الولايات المتحدة.